# キルクークの戦い (2017年)
2017年のイラク・クルド紛争の一部であるキルクークの戦いは、クルド組織のペシュメルガに対してキルクーク県からの撤退を求めるイラク側からの再三の警告を無視した後、イラク治安部隊が同県をペシュメルガから奪還するために行った軍事配備により生じた両者間の衝突を指す。2017年10月15日にイラク軍が進軍を開始し、翌日にキルクーク市を奪還した。多国籍軍はこの出来事を「攻撃ではなく協調した動き」と表現し、ペシュメルガの大部分は戦わずに撤退したが、37〜117人が殺害された。

## 背景
この戦いは2017年クルディスタン地域独立住民投票で、有権者が「クルディスタン地域（KRG）と同地域の管轄外にあるクルド地域」が独立国家になることを圧倒的に支持した（93％）ことを受けたものである。イラク政府が投票を違法と見なした一方、クルディスタン地域は住民投票を拘束力のあるものと見なしていた。石油資源に恵まれた多民族都市キルクークは長期にわたる紛争地であり、イラク政府はクルド自治区の一部として認めていない。元々はイラクの支配下にあったが、イラク・レバントのイスラム国（ISIL）が侵攻・制圧し、その後クルド勢力がISILからキルクークを奪還した。ペシュメルガはイラクが通告した2017年10月15日までのキルクークからの撤退期限を無視し、領土をイラク中央政府の管理下に置くための作戦が開始された。作戦開始から15時間以内にキルクーク市と周辺の油田および軍用空港を含むいくつかの施設がイラク軍によって奪還された。 

## 戦闘
クルド組織のペシュメルガは、イラク政府が通告した2017年10月15日までに紛争地域からの撤退期限を無視した。これにより、イラク軍と人民動員隊（PMF）は、同日キルクーク市及びキルクーク県を奪還した。15時間以内に、キルクーク市と近くのK-1空軍基地および周辺の油田がイラク軍によって奪還された、ほとんどのペシュメルガは抵抗することなくすぐに街から撤退した。報道によると、故ジャラル・タラバニ家の三人の有力者がクルディスタン愛国同盟（PUK）のペシュメルガ部隊に重要地点からの撤退を命じたといい、キルクークの戦いの前日にKDPとPUKはドゥカンで会談して戦うことに合意していたため、タラバニ家側に裏切られたとしてクルディスタン民主党（KDP）から大々的に非難された。同日、イラク軍は進軍し、キルクークの南60kmに位置するサラーフッディーン県のトゥーズ・フールマートゥー市とディヤーラー県のキフリを制圧した。
10月16日、イラク軍は前進を続け、ババ・グルグル油田を占領した。トゥーズ・フールマートゥーでは、砲撃により2人が死亡した。その日の後半、イラク軍は米国の訓練を受けたテロ対策部隊が州政府の本部を占領したため、イラク軍が都市を完全に支配したと発表した。その後、キルクークのトルクメン民族から祝賀の声が聞かれた。PUKペシュメルガ部隊はキルクークの陣地から撤退することでイラク政府軍と合意したが、KDP所属のペシュメルガ部隊はディビス市の近くの陣地に塹壕を掘り、イラクの進軍に対して抵抗を続けた。しかし、10月16日にディビス近郊のクルド人部隊は撤退命令を受け、イラクの進軍に先駆けて都市を放棄した。イラク政府は10月16日にキルクーク市を完全に支配したと発表した。クルド人の報告によると、キルクーク市南側の戦線はイラクのM1A1エイブラムス戦車と交戦するや否や崩壊したという。
10月17日、イラク軍は進軍を続け、キルクーク近郊のバイ・ハッサン油田とアバナ油田を占領した。10月17日の終わりまでにイラク政府は、2014年にISILが同地域に侵攻する前に保有していたすべての石油施設を奪還したと主張した。10月18日、イラク政府は攻勢における目的を達成したと宣言した。10月20日、イラクのテロ対策部隊、連邦警察、PMFで構成されるイラク軍は、3時間の戦闘の末、以前からクルドの支配下にあり、今やキルクーク県におけるクルド最後の拠点となった町アルトゥン・クプリを制圧したと発表した。これにより、イラク政府はキルクーク県の残りの地域の支配を事実上確保できた。

## 余波

### 暴力と強制退去

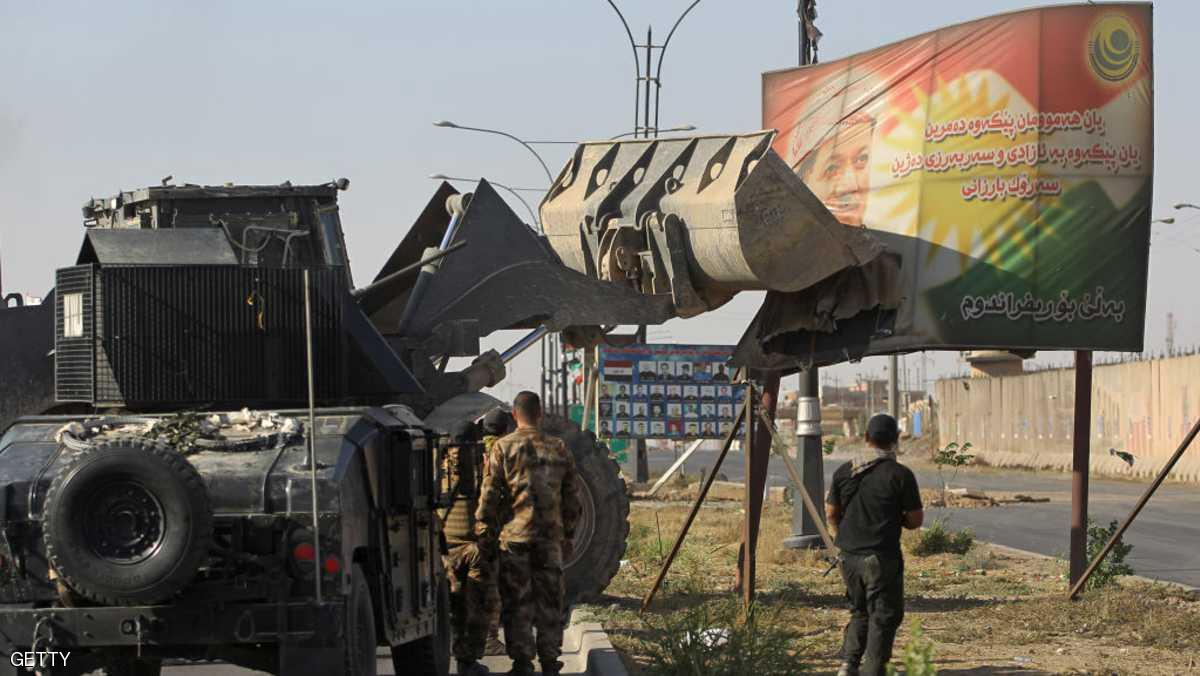
バルザニのポスターを破るイラク兵

10月16日、ガーディアン紙はクルド人避難民が車でキルクークから逃げる様子を撮影した映像を投稿した。イラクのハイダー・エル・アバディ大統領がテレビで彼らの生命と財産は守ることを約束した後、避難民の多くが戻ってきた。10月19日、クルディスタン地域の首都アルビールのNawzad Hadi知事は、キルクークとトゥーズ・フールマトゥの町から約1万8000世帯がKRG地域内のアルビールとスレイマニヤに避難していると記者団に語った。Hadiの補佐官はロイター通信社に、避難民の総数は約10万人であると語った。この数字は独立して検証することができず、ロイターはキルクーク市の多くのクルド人地区ではあまり避難が進んでいないようであると報じた。KRGのマスード・バルザニ大統領の上級補佐官であるヘミン・ハワラミはツイッターの投稿で、アルビール、スレイマニヤ、ドホークの各県に到着したキルクークの5万7000世帯が「緊急支援」を必要としていると述べた。彼は、人々はイランで訓練を受けたシーア派民兵を中心とした準軍事組織PMFによる「暴力、略奪、犯罪」から逃れてきたと述べた。ある避難民は「夜になると、彼らは出てきて若者を殴打し、家々を燃やしていた」ため逃げたとアルジャジーラに語った。国連は「家屋、企業、政治事務所の破壊と略奪および紛争地域からのクルド人を中心とした民間人の強制移動に関する報告について懸念している」との声明を発表し、加害者を裁判にかけるよう求めた。2017年10月23日、イラクの避難・移民省内の情報筋の発表によると、合計8万5000人の民間人がキルクークの自宅に戻ってきたという。
10月19日、国連救援事務所にトゥーズ・フールマトゥの町の150戸の家屋が焼失し、11戸の家屋が爆破され、クルド人の独立を支持した地元のトルクメン人政党の事務所が急襲されたとの報告が寄せられたと報じられた。アル・アバディ首相は、これらの事件は「両陣営の過激派分子」によって引き起こされたと述べた。アバディ首相は、ソーシャルメディアの扇動者が違反の疑いのある偽の動画を投稿したと非難した。niqashは虚偽報道と何百もの虚偽の映像や写真の増加を確認した。双方の指導者はそれがイラク北部の緊張の危険な拡大につながっていると述べた。イランが支援するシーア派のHashd al-Shaabi民兵は、クルド民族が所有する家を爆破・焼却し、イラク連邦警察の制服を着ている間は警備を口実にしてクルド人の家を襲撃し、暴力行為を働いたと報告されている。
10月25日、ロイター通信の報道によると、人道支援組織はトゥーズ・フールマト市から追放されたクルド人の数は、総人口約10万人のうち3万人と推定していた。アムネスティ・インターナショナルは、「衛星画像、映像、写真および数十の証言は、約10万人が住む同市の主にクルド地域への標的型攻撃と思しきもので数百もの資産が略奪され、放火され、破壊されたことを示している」と語った。オックスファムのマネージャーによると、トゥーズ・フールマトゥからのクルド人避難民は、屋外やモスク、学校などの公共の場所に滞在しており、彼らが目撃した衝撃的な事件のために緊急援助と心理的支援を切実に必要としていると述べた。アムネスティは、都市から脱出した人々の証言を引用して、トルクメン人のシーア派民兵の攻撃により少なくとも11人が殺害されたと述べた。

## 反応
- アメリカ：ドナルド・トランプ大統領は、双方が戦っていることに不満を表明し、その中で「彼らが衝突していることを我々は好まない。我々は双方を支持していない」と述べた[46]。
- トルコ：2017年10月16日の声明で、同省はトルコがイラクの「KRGによる国民投票後、何世紀にもわたってトルクメン人の故郷であるキルクークに対する憲法上の主権を回復する」措置を注視すると述べた[47]。
- イラク：声明の中で、イラク政府はトルコの非合法組織クルディスタン労働者党（PKK）から紛争中のキルクーク県に戦闘員を呼び寄せたことを「宣戦布告」と呼び、クルド当局を非難した[48]。
- 生来の決意作戦（OIR）：多国籍軍は2017年10月16日の声明で、同軍の部隊と顧問はキルクーク付近でイラクまたはクルディスタン地域のどちらの活動も支援していないことを表明し、エスカレートする行動を避けるよう全当事者に強く要請した[49]。
- クルド人の対立派閥は、キルクークをイラク軍に売ったとして両方を非難した[17]
- KRGのコスラット・ラスル副大統領は、キルクークおよびその他の地域のイラク軍を「占領」と呼び、これに対してイラクの最高裁判所判事評議会はラスルの逮捕を命じた[35]。